# Station Kings Sutton
Kings Sutton is een spoorwegstation van National Rail in King's Sutton, South Northamptonshire in Engeland. Het station is eigendom van Network Rail en wordt beheerd door Chiltern Railways. Het station is geopend in 1872.